# Telenor Pakisztán
A Telenor Pakistan Limited (urdu: ٹیلی نار پاکستان) egy pakisztáni távközlési szolgáltató, amelynek központja a pakisztáni Iszlámábádban található.
A Telenor 2005 márciusában, egy évvel alapítása után kezdte meg működését Pakisztánban. Az évek során a Telenor Csoport több mint 2 milliárd dollárt fektetett be Pakisztánban. 2023 decemberében a Telenor Csoport úgy döntött, hogy 385 millió dollárért eladja pakisztáni leányvállalatát a PTCL-nek.
2024 júniusában a Telenor teljes előfizetői bázisa 44 millió ügyfél volt Pakisztánban, ebből 24 millió 4G-előfizető. 23%-os piaci részesedésével jelenleg Pakisztán harmadik legnagyobb mobilszolgáltatója.

## Története
A norvég Telenor Csoport 2004 áprilisában szerzett GSM-licencet Pakisztánban, és 2005. március 15-én indította el szolgáltatását Karacsiban, Iszlámábádban és Ravalpindiben. 2005 március 23-án kiterjesztette szolgáltatásait Lahorra, Fajszalábádra és Hiderábádra.
A Telenor vállalati központja Iszlámábádban található, regionális irodái pedig Pesavarban, Lahorban, Fajszalábádban, Multánban, Hiderábádban, Kvettában és Karacsiban találhatók.

### PTCL Csoport
Miután a Telenor Csoport 2022 novemberében bejelentette, hogy elhagyja a pakisztáni piacot, bejelentették, hogy a PTCL Csoport 2023. december 14-én megvásárolja a pakisztáni Telenor 100%-át, a hatósági jóváhagyások függvényében. A Business Recorder jelentése szerint a vételár 108 milliárd pakisztáni rúpia volt (385 millió dollár), míg a dawn.com és az NRK 5,3 milliárd norvég koronáról (493 millió dollár) számolt be.

## Tevékenysége

### Lefedettség
A Telenor Pakisztán területének több mint 80%-át lefedi városi és vidéki területeken egyaránt, több mint 12 000 mobilcellával. A vállalat számos projektet nyert el az Egyetemes Szolgáltatási Alap (USF) keretében, ezek közül a jelenleg folyamatban lévő a Szélessáv a Fenntartható Fejlődésért (BSD) programban több mint 100 új cellát hoznak létre. Korábban 2009-ben a Telenor USF projekteken dolgozott a Bahawalpur-Cholistan körzetben melyek keretében új cellákat telepítettek. 
2017-ben pedig kiépítették a 3G hálózatot Kohisztan kerületben.

### Rádiófrekvencia
| Használt frekvenciák |                  |     |         |                      |
| Frekvencia           | Protokoll        | Sáv | Hálózat | Sávszélesség         |
| 900 MHz              | GSM/GPRS/EDGE    | 8   | 2G      | 4.8 MHz              |
| 2100 MHz             | UMTS/HSDPA/HSPA+ | 1   | 3G      | 5 MHz (Mainland)     |
| 2100 MHz             | 4G/LTE-A         | 1   | 4G      | 15 MHz (AJ&amp;K/GB) |
| 1800 MHz             | 4G/LTE-A         | 3   | 4G      | 5 MHz                |
| 850 MHz (Mainland)   | 4G/LTE-A         | 5   | 4G      | 10 MHz               |

### Értékesítés és forgalmazás
A Telenor Pakisztán-szerte több mint 220 000 kapcsolattartási ponttal rendelkezik, amelyek GSM-termékeket és Easypaisa-szolgáltatásokat kínálnak. 

### Következő Generációs Mobilszolgáltatások (NGMS)
A Telenor volt az első szolgáltató ami elindította a 4G+-t Pakisztánban. Ezt két 4G sáv, az FDD-LTE Band 5 (850 MHz) és az FDD-LTE Band 3 (1800 MHz) egyesítésével tette. A Telenor 4G hálózata kezdetektől fogva Pakisztán minden nagyobb városában elérhető.

#### VoLTE
Sok próba és belső tesztelés után a Telenor 2019. január 29-én indította el a VoLTE szolgáltatását. A Telenor pakisztáni VoLTE-je nyílt forráskódú platformon alapul, és Pakisztánban fejlesztették ki. 

### 5G
2020. március 13-án a Telenor sikeresen lebonyolította az 5G-próbákat, és elérte az 1,5 Gbit/s-ot meghaladó csatlakozási sebességet. Ezzel egy időben lett 15 éves a vállalat.

## Easypaisa
2008-ban a Telenor többségi részesedést szerzett a Tameer Microfinance Bank Limitedben. A fiók nélküli banki szolgáltatást "Easypaisa"-nak nevezték el, és 2009 októberében indították el. Az Easypaisa volt Pakisztán első fiók nélküli bankja. Később bevezették a „Mobile Wallet”-et, ahol a Telenor előfizetői már mobilszámlát is nyithattak, és maguk is tranzakciókat hajthattak végre mobiltelefonjuk segítségével. A CNN az Easypaisát "követendő modellként" említette.
2016-ban a Telenor Csoport teljes egészében megvásárolta a Tameer Bankot, és átnevezte Telenor Microfinance Bankra. Az Easypaisa mobil pénztárca szolgáltatást is beolvasztották az új bankba. Két évvel később, 2018-ban az Alipay globális fizetési platformot működtető ANT Financial jelentős, 45%-os részesedést szerzett a Telenor Bankban, 184,5 millió dollárért.

## Digitális ökoszisztéma
A Telenor 2005-ben mobilszolgáltatóként indult, azonban nem sokkal később változatosabbá tette kínálatát. A Telenor számos 4G-kompatibilis készüléket kínál, köztük a Telenor Infinity E3-at, a Telenor Infinity E2-t és a Telenor Infinity A2-t. A vállalat ezek mellett Samsung és a Motorola telefonokat is kínál ügyfeleinek.

## Fordítás
Ez a szócikk részben vagy egészben  a   Telenor Pakistan című angol Wikipédia-szócikk ezen változatának fordításán alapul.  Az eredeti cikk szerkesztőit annak laptörténete sorolja fel. Ez a jelzés csupán a megfogalmazás eredetét és a szerzői jogokat jelzi, nem szolgál a cikkben szereplő információk forrásmegjelöléseként.